# Marktpräsenzstrategie
Marktpräsenzstrategien werden von Unternehmen im Zuge eines Internationalisierungsvorhabens entwickelt und zeigen die Möglichkeiten und Fähigkeiten des Unternehmens in ausländischen Märkten zu existieren. Das Internationalisierungsvorhaben kann hierbei ein gesamtes Unternehmen, den Teilbereich eines Unternehmens, eine Produktgruppe oder ein einzelnes Produkt betreffen. 
Festgelegt werden der zeitliche Ablauf, die Auswahl der neuen Märkte, Einstufung der ausgewählten Märkte in eine Attraktivitätsskala, und die Intensität des Markteintritts. Gleichzeitig wird eine Verteilung der Gleichgewichte (Risiko, Gewinn, Know-how etc.) berücksichtigt, um somit einen sicheren Weg der Globalisierung zu wählen.
Sitz des Unternehmens bleibt in allen Fällen das Heimatland. Die vorgestellte mögliche Einteilung der Marktpräsenz in 4 Kategorien basiert auf dem Buch Internationales Management (s. u.).

## Basale Marktpräsenzstrategie

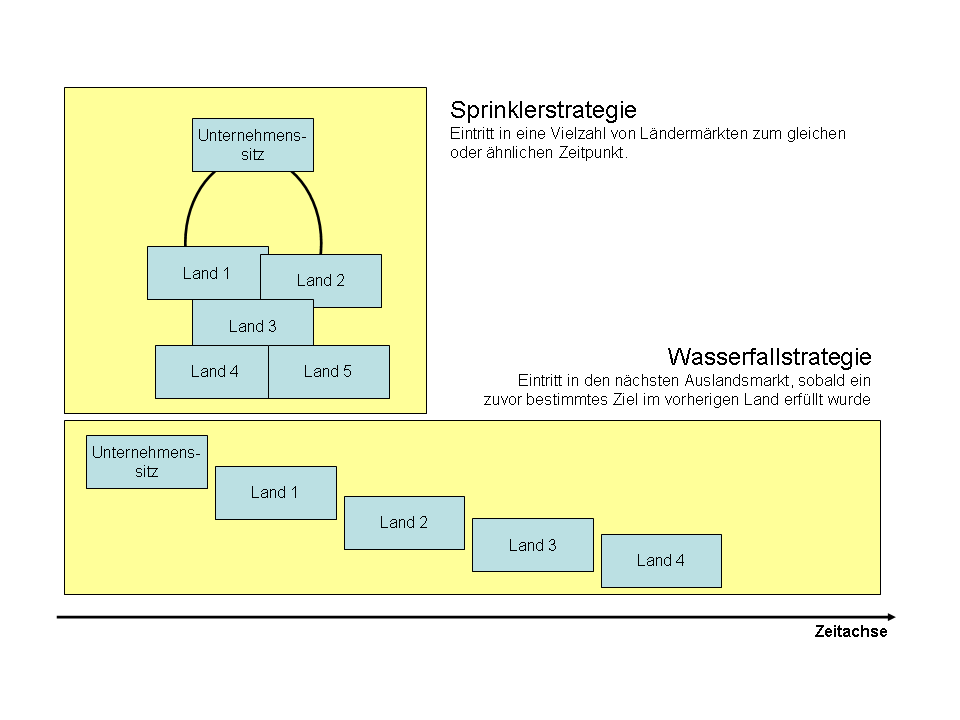
Markteintrittsstrategien

Die basale Marktpräsenzstrategie gibt an, mit welcher Intensität ein Markteintritt erfolgt. Die Anzahl der Markteinführungen in einem bestimmten Zeitraum ist hierbei ausschlaggebend. Ausschlaggebend für die Entscheidung der Strategie ist meist die Branche des einzuführenden Produktes und die Gegebenheiten im Wettbewerb dieser Branche.

### Konzentrationsstrategie
In Form eines sequentiellen Markteintritts in wenige, streng selektierte Auslandsmärkte. Die Ressourcen konzentrieren sich auf eine begrenzte Zahl von Auslandsmärkten. Als Form des Markteintritts wird häufig eine Wasserfallstrategie gewählt.

### Diversifikationsstrategie
Eintritt in viele Ländermärkte innerhalb kurzer Zeit und Verteilung der Ressourcen auf mehrere Länder, meist in Form einer Sprinklerstrategie.

## Geographische Marktpräsenzstrategie
In der geographischen MPS entscheidet sich das Unternehmen auf welcher Anzahl von Ländermärkten neben dem Heimatland es tätig sein möchte. Darüber wird die Relation zum Heimatmarkt in Form von konzentrischen oder inselförmigen Präsenzstrategien aufgezeigt. Die konzentrische Präsenzstrategie zeichnet sich dadurch aus, dass die Auslandmärkte gewählt werden, die direkt um den Heimatmarkt herum liegen. Bei der inselförmigen Präsenzstrategie hingegen sind die Auslandsmärkte räumlich vom Heimatmarkt sowie auch untereinander getrennt.

### Einzelmarktstrategie
Tätigkeitsbereich nur in einem Land neben dem Heimatland

### Multieinzelmarktstrategie
Tätigkeit eines Unternehmens auf dem Heimatmarkt sowie auf mehreren Auslandsmärkten unterschiedlicher Regionen. Einzelne Regionen werden hierbei nicht komplett abgedeckt.

### Regionalmarktstrategie
Tätigkeit eines Unternehmens auf dem Heimatmarkt sowie in allen Ländern einer bestimmten Region.

### Multiregionalmarktstrategie
Tätigkeit eines Unternehmens auf dem Heimatmarkt sowie in allen Ländern mehrerer Regionen.

### Weltmarktstrategie
1. Weltweite Operationsbasis
2. Viele Auslandstützpunkte
3. Hoher Anteil ausländischer Produktion
4. Internationale Kapitalbeschaffung
5. Weltweite Personalrekrutierung
6. Stammhaus als Holdinggesellschaft

## Attraktivitätsorientierte Marktpräsenzstrategie
Attraktivitätsorientierte Marktpräsenzstrategien beurteilen einen Ländermarkt nach seiner gegenwärtigen und zukünftigen Attraktivität. Mit Hilfe der Strategie kann ein unternehmerischer Eintritt in verschiedene Stufen der Eintrittsstärke vorgenommen werden. Die Präsenzstrategie kann somit unternehmensindividuell aufgebaut werden und gibt die Möglichkeit zur Bildung von Clustern oder Gruppen von Ländermärkten.
Zu Beginn der Auslandstätigkeit können Unternehmen durch eine einfache Tabelle eine Übersicht erstellen, in welche Märkte besondere Aufmerksamkeit gelegt werden muss und welche Märkte gemieden werden sollten. Dies ist von Branche zu Branche und sogar zwischen einzelnen Unternehmen unterschiedlich.

### Schwerpunktmärkte
Schwerpunktmärkte haben sehr hohe Bedeutung für den unternehmensindividuellen Erfolg. Eine starke Präsentation des Unternehmens sowohl im Beschaffungs- als auch im Absatzmarkt ist üblich. In der Regel gibt es für ein Unternehmen nur wenige Schwerpunktmärkte.

### Präsenzmärkte
Diese Märkte haben für das Unternehmen immer noch eine sehr hohe Bedeutung, sind jedoch für das Bestehen nicht unbedingt erforderlich. Geschäftsbeziehungen werden gepflegt und im Rahmen der gegebenen Möglichkeiten stetig ausgebaut.

### Gelegenheitsmärkte
Sporadische Geschäftstätigkeit zur kurzfristigen Nutzung von Chancen.

### Abstinenzmärkte
In diesen Märkten sind keine Geschäftstätigkeit vorgesehen, da die Märkte nicht als erfolgsfähig oder gar als erfolgsgefährdend für das Unternehmen angesehen werden.

## Ausgleichsorientierte Marktpräsenzstrategie
Hierbei wird besondere Aufmerksamkeit auf das Zusammenspiel von Ländermärkten gelegt. Entscheidend für die Auswahl der verschiedenen Märkte sind die Analyse der Faktoren Risiko, Gewinn, Investition, Ressourcen, Know-how und Wettbewerb.